# Editorial Mir
La Editorial Mir (en ruso: Издательство «Мир», transliterado Izdátel'stva Mir; lit: 'Editorial Paz' o 'Editorial Mundo' ), es una editorial estatal soviética y rusa, especializada en la publicación de literatura científica y técnica, traducida a varios idiomas (entre ellos el español). Durante la época soviética, la Casa Editorial Mir publicó millones de obras y ensayos que no tenían análogos en occidente. Desde su fundación en 1946, bajo el nombre de "Editorial de Literatura Extranjera", mantuvo el dominio sobre la publicación de obras académicas, hasta el final de la Unión Soviética.
Las ediciones traducidas del ruso por Mir han sido escritas por científicos, ingenieros y maestros soviéticos altamente especializados en sus respectivos campos. Fueron publicadas bajo altos estándares de calidad y al ser una empresa financiada por el Estado soviético, los títulos y folletos tenían un precio sumamente accesible en el extranjero. En algunos casos aún existen lotes embalados en sus cajas originales y almacenados para ser distribuidos, situación que eleva el valor de estas colecciones.
Actualmente los títulos de Mir son utilizados como libros de referencia por investigadores científicos, docentes y estudiantes, e incluidos regularmente en cursos universitarios; en diferentes países del mundo. Para determinadas comunidades educativas, las ediciones de Mir son apreciadas como auténticos libros de culto.

## Historia
Luego de finalizar la Segunda Guerra Mundial, la Unión Soviética quedó devastada, como consecuencia de los años de guerra, entre 1941 y 1945. Se desarrollaron diferentes áreas de investigación; para superar todos los retos que planteaba la reconstrucción del país. En este contexto, las autoridades soviéticas asignaron un importante presupuesto para la divulgación de literatura científica y académica extranjera en la URSS.
El 13 de abril de 1946, bajo instrucciones del líder soviético Iósif Stalin, el Comité Central del PCUS presentó un proyecto de resolución sobre la creación de una editorial estatal, dedicada a la literatura extranjera. Según el proyecto, en el período de 1946 y 1947 ya se tenía prevista la publicación de 151 libros sobre temas científicos y teóricos, 169 libros sobre ciencias sociales, 49 obras de literatura y 12 libros sobre arte. Entre los títulos, se había seleccionado obras valiosas que fueron publicadas en el extranjero, entre 1940 y 1945, pero que no habían sido traducidas al idioma ruso.
El 4 de mayo de 1946, por decreto del Consejo de Ministros de la URSS, fue fundada la "Editorial de Literatura Extranjera", pasó a ser administrada por consejos de especialistas en el género literario científico y miembros de la Academia de Ciencias de la URSS. La entidad funcionó como un Comité Estatal del, recién formado, Consejo de Ministros de la URSS, dedicado a la traducción y publicación de obras, ensayos sobre ciencias, política, sociología y humanidades, así como arte y literatura, entre otros campos.
Las obras científicas traducidas por la editorial eran escritas por académicos muy reconocidos, como por ejemplo, el físico y matemático soviético Lev Landáu, ganador del Premio Nobel de Física en 1962.
El 10 de agosto de 1963 el Consejo de Ministros de la URSS, encabezado por Alekséi Kosygin, decidió la reestructuración de la editorial y la liquidación de la entidad en 1964, dando lugar a la creación de la Editorial Progreso; especializada en la traducción de libros sobre política, sociología y humanidades en diferentes idiomas, y de la Editorial Mir, que concentraría todas las redacciones sobre ciencia, tecnología y lenguas. Ambas editoriales quedaron bajo jurisdicción del Comité Estatal de Publicaciones del Comité Central del PCUS.
El objetivo oficial de la nueva Editorial Mir, era posibilitar una apertura de la ciencia soviética al público extranjero, que desconocía muchos avances e investigaciones que tenían lugar en la URSS, en diversos campos. Simultáneamente la editorial se encargaría de traducir obras extranjeras, hasta entonces desconocidas para la población soviética. Entre otras obras exclusivas de la editorial están: la revista "Nauka i Zhizn" (Ciencia y Vida), la revista mensual "Nuevos Libros en El Extranjero" (3 series), la colección "Matemáticas", "Mecánica" y "Problemas de La Tecnología de Cohetes".
El edificio central en el que se instaló la nueva empresa estatal, es parte de un complejo de edificios al norte de Moscú, construido por los hermanos Peter, Alexander y Vasili Bakhrúshin, entre los años 1895 y 1896. A principios del siglo XX funcionó como un orfanato gratuito para niños ortodoxos y en 1917, pasó a ser un orfanato del Estado, luego el complejo fue administrado por la Editorial Mir. El edificio principal de la editorial aparece como el 1 de la Avenida Rizhski, Edificio 2, en los libros editados por Mir, animando a los lectores a enviar su opinión sobre la obra traducida:

A NUESTROS LECTORES:

Mir edita libros soviéticos traducidos al español, inglés, francés, árabe y otros idiomas extranjeros. Entre ellos figuran las mejores obras de las distintas ramas de la ciencia y la técnica: manuales para los centros de enseñanza superior y escuelas tecnológicas; literatura sobre ciencias naturales y médicas. También se incluyen monografías, libros de divulgación científica y ciencia ficción.

Dirijan sus opiniones a la Editorial Mir, 1 Rizhski per., 2, 129820, Moscú, 1-110, GSP, URSS.
Editorial Mir, Moscú.

En 1972 se publicaron 540 libros y folletos, en una tirada de 5.7 millones de ejemplares, los que fueron distribuidos en más de 100 países.
En 1977, se publicaron 402 libros y folletos, con una tirada de más de 5.8 millones de copias.
En 1979, se publicaron 414 libros y folletos, con una tirada de más de 7.6 millones de copias.
Con las obras extranjeras publicadas en ruso por Mir, varias generaciones de científicos, profesores y estudiantes soviéticos accedieron a traducciones de calidad de las publicaciones científicas occidentales, para las cuales no existían análogos en la Unión Soviética. Además de publicaciones científicas, millones de ciudadanos también pudieron leer las novelas de ciencia ficción de Simak, Sheckley, Asimov o Bradbury, entre otros autores que Mir presentó al lector soviético.

### Sesiones de organización Interna de la editorial
(1949, 1964, 1971, 1976, 1981) Estatutos y normas de la editorial.
(1946 - 1981) Órdenes y disposiciones sobre la actividad principal.
(1949 - 1972, 1974 - 1981) Actas sobre la dirección.
(1948, 1950 - 1972, 1974 - 1981) Actas y anotaciones sobre las sesiones del consejo científico de la editorial.
(1954, 1956, 1965, 1972, 1979 - 1981) Consejo artístico de la editorial, anotaciones de las reuniones de producción, listas de colecciones de literatura producida por la editorial, planes de ediciones temáticas, y notas de los trabajadores de la editorial; sobre el trabajo en las redacciones y los demás departamentos.

### La editorial en el período postsoviético
Con el desmantelamiento de la Unión Soviética inició un largo período de crisis económica en la Federación Rusa, el financiamiento que recibían las editoriales estatales, por parte del Gobierno, se vio reducido progresivamente, los autores científicos también dejaron de percibir regalías por sus obras publicadas. La Editorial Mir logró sobrevivir a la URSS rentando parte de sus activos inmobiliarios, en el 1 de la Avenida Rizhski; siendo una de sus principales fuentes de financiamiento.
Desde 1990, numerosas colecciones científicas, traducidas al idioma español por la Editorial Mir, fueron publicadas por la editorial española Rubiños-1860, como parte de una colaboración, sin precedentes, con diferentes casas editoriales del mundo. Entre estas obras destaca la Enciclopedia de las Matemáticas, de la Academia de Ciencias de Rusia, publicada originalmente en ruso en 1985. La Enciclopedia de las Matemáticas se tradujo al inglés desde 1989 y fue coeditada en 10 volúmenes, por la Editorial Kluwer, en 1993, mismo año en que inició la coedición en idioma español. Los 12 volúmenes ilustrados en español; tardaron 7 años en completarse, una vez concluida su publicación, en noviembre de 1997, la colección fue presentada en la Embajada de Rusia en Madrid. Unos 200 profesores y catedráticos, bajo la dirección del profesor Iván Vinográdov, habían participado en la edición de la enciclopedia, considerada como la obra matemática más importante que se haya publicado en España durante el siglo XX. La traducción portentosa al español fue revisada y dirigida por el profesor José Vicente García Sestafe.
Entre 1991 y 1995 cesó la publicación de nuevas obras científicas en Rusia. Una vez que la editorial fue privatizada, las traducciones dedicadas al extranjero se redujeron de forma significativa.
En 1995 la editorial Mir publicó sus últimas colecciones en diferentes idiomas, posteriormente se limitó a publicar sólo ediciones y traducciones en ruso.
A partir del 10 de septiembre de 1999 la editorial quedó bajo jurisdicción del Ministerio de la Federación Rusia para la Prensa, Radiodifusión y Medios de Comunicación.
En el año 2000 las editoriales estatales: Espiga, Transporte, Química, la Metalurgia, Legprombytizdat y Energoatomizdat fueron fusionadas con la Editorial Mir. La producción de libros de texto abarcó un rango de especialidades que van desde la cibernética, hasta la veterinaria, lo que vendría a ampliar la temática de las publicaciones, introduciendo elementos de la ciencia e industria nacional rusa. La operación, sin embargo, no dio los resultados esperados, sumado a este problema se identificaron decenas de ediciones de Mir en copias piratas, además de plagios ilegales por parte de otras firmas. En general, a inicios del nuevo milenio, las publicaciones académicas de la Federación Rusa se redujeron un 20%, en relación con el año 1990.
En 2004 la editorial publicó unos 400 libros, con una tirada de 1.5 millones de copias, aproximadamente el 20% de lo que fue su tirada habitual durante la década de 1980.
En 2006 se llevó a cabo una auditoría a la editorial y 13 entidades más fueron inscritas como acreedoras de una deuda de 12.8 millones de rublos (equivalente a US $ 474 mil dólares de 2006). El 24 de marzo el Gobierno ruso aprobó la orden N 420-r para privatizar las propiedades de diferentes entidades estatales, incluyendo el complejo de 13 edificios, con un área de 8.167,3 m2, y su terreno de 4,2 hectáreas, propiedad federal de la Editorial Mir.
En 2008 continúo la reducción de publicaciones a menos de 12 títulos, todos ellos producidos en colaboración con otras editoriales rusas.
El 30 de diciembre de 2008, por Decisión del Tribunal arbitral de la ciudad de Moscú, la editorial Mir fue declarada en bancarrota, en consecuencia se abrió un caso penal e inició un proceso de fideicomiso en su contra. El 2 de junio de 2009 el proceso del caso cesó, en vista de que la empresa cumplió con sus obligaciones ante los acreedores, logrando así continuar su actividad comercial.
El 15 de septiembre de 2009, la Editorial Mir, fue fusionada con la Empresa Unitaria del Estado Complejo Industrial Científico y Práctico "Salud" (ONPK "Zdorovie"), como parte de la reorganización de ambas empresas. La entidad científica ONPK "Zdorovie", quedó como sucesora legal de los derechos y obligaciones de la editorial.
En 2011 el comercio de libros en Rusia se redujo por tercer año consecutivo, registrando una caída del 22.5% en las ventas con respecto al mismo período en 2008. Entre los factores de esta tendencia estuvo en primer lugar pérdida de interés general en la lectura (en físico, como en digital), la piratería a través de Internet y el cierre de librerías especializadas.
El 18 de enero de 2012, la Editorial Mir fue liquidada, como persona jurídica, en el proceso de reorganización y adhesión con ONPK "Zdorovie".
El 15 de junio de 2012 a las 22:36 hora de Moscú, ocurrió un grave incendio en el primer piso del edificio sede de la Editorial Mir. Durante el incendio se derrumbó una parte del techo; hiriendo de gravedad a dos bomberos que intentaban salvar el edificio, uno de ellos murió; mientras era llevado en el vehículo de emergencias. Las llamas, que alcanzaron una altura de 10 metros, se extendieron a la parte posterior del edificio, afectando considerablemente el área en donde estaban las máquinas de impresión y la azotea.
El 5 de abril de 2017, la entidad científica fue reorganizada y registrada como Sociedad Comunitaria ONPK "Zdorovie", como parte del conglomerado estatal Rostec.

## Producción editorial

Catálogo de colecciones en español de la Editorial Mir, poco antes del desmantelamiento de la URSS.

La Editorial Mir ha publicado decenas de millones de obras traducidas del ruso a más de 50 idiomas, entre estos el inglés, español, francés, italiano, alemán y árabe. Las obras publicadas por escritores soviéticos, incluyen monografías científicas materiales didácticos y colecciones temáticas de matemáticas, mecánica teórica, física, química, medicina especializada, biología, astronomía, geofísica, geología, energía, ciencia de los materiales, investigación espacial y nuevas tecnologías. También una gran selección de literatura de divulgación científica, los problemas en la búsqueda de nuevas fuentes de energía, ciencia de materiales, cohetes espaciales, así como obras de la literatura popular y ficción científica.
La información sobre los títulos impresos en años anteriores era publicada periódicamente en catálogos oficiales de la editorial, que incluían la lista de los nuevos libros y folletos disponibles. En los catálogos se detallaban las colecciones actualizadas de Mir, ordenadas alfabéticamente por autor, y en secciones por géneros literarios. De esta manera las instituciones o personas interesadas, podían estar al tanto de todas las nuevas publicaciones. La distribución internacional de este material en los países hispanohablantes, se realizó mediante la entidad estatal soviética Mezhdunaródnaya Kniga, hasta el año 1991.

### Algunos títulos en las colecciones de Editorial Mir
- Acerca de la Demostración en Geometría
- Acerca de la Geometría de Lobachevski
- Álgebra Extraordinaria
- Algunas aplicac. de la mecánica a las matemáticas
- Análisis Matem. en el Campo de las Func. Racionales
- Áreas y Logaritmos
- Atlas de Anatomía Humana (3 Volúmenes)
- Atlas Normal de Anatomía Humana
- Cálculos y análisis de regímenes de trabajo de redes eléctricas
- Característica euleriana
- Construcciones Geométricas Mediante un Compás
- Criterios de Divisibilidad
- Curvas Maravillosas
- Curso de Química Física
- Desigualdades
- Diccionario Enciclopédico de Física
- División de Figuras en Partes Menores
- División de un Segmento en la Razón Dada
- División Inexacta
- Ecuaciones Algebraicas de Grados Arbitrarios
- Elementos de Informática
- Elementos de la Teoría de los Juegos
- Enciclopedia de las Matemáticas (12 Volúmenes)
- Enfermedades infecciosas en los niños
- Enfermedades Quirúrgicas (2 Volúmenes)
- Figuras equivalentes y equicompuestas
- Física Molecular
- Fracciones Maravillosas
- Funciones Hiperbólicas
- Fundamentos del Análisis Matemático (3 Volúmenes)
- Gama Simple. Cómo Construir las Gráficas
- Inducción al Álgebra
- Inducción en la Geometría
- La Envolvente
- La regla en construcciones geométricas
- Lecciones Populares de Matemáticas
- Líneas Más Cortas. Problemas de variaciones
- Lógica Matemática (3 Volúmenes)
- Los Algoritmos y la Resol. Automática de Problemas
- Manual de Psiquiatría
- Manual de Obstetricia
- Máquina de Post
- Método Cinemático en Problemas Geométricos
- Método de aproximaciones sucesivas
- Método de coordenadas
- Método de inducción matemática
- Método de Montecarlo
- Números de Fibonacci
- Principios de Cristalografía
- Problemas de Cristalografía
- Problemas de termodinámica Técnica
- Problemas Elementales de Máximo y Mínimo
- Problemas Experimentales Ingeniosos de Física
- Problemas de Geometría Analítica
- Problemas y Ejercicios de Química General
- Programación Para Todos
- Proyección Estereográfica
- Puntos Fijos
- ¿Qué es el Cálculo Diferencial?
- ¿Qué es la Programación Lineal?
- Rectas y Curvas
- Representación de Figuras Espaciales
- Resolución de Ecuaciones en Números Enteros
- Sistemas de Ecuaciones Lineales
- Sistemas de Desigualdades Lineales
- Sistemas de numeración
- Sucesiones Recurrentes
- Teoremas de Configuración
- Triángulo de Pascal
- Temas selectos de matemáticas elementales.

### Series de libros publicados
- Ciencia Popular
- Física al Alcance de Todos
- Lecciones Populares de Matemáticas
- Los Científicos a los Escolares (CE)

## Nombres anteriores
1. Editorial estatal de literatura extranjera bajo el Consejo de Ministros de la URSS (1946-1949)
2. Editorial de Literatura Extranjera del Departamento Principal de la Industria de Impresión, Editoriales y Comercio de Libros bajo el Consejo de Ministros de la URSS (1949-1953)
3. Editorial de literatura extranjera del Departamento principal de editoriales, imprentas y venta de libros del Ministerio de Cultura de la URSS (1953-1954)
4. Editorial de Literatura Extranjera del Departamento Principal de Editoriales del Ministerio de Cultura de la URSS (1954-1957)
5. Editorial de Literatura Extranjera de la URSS Ministerio de Cultura (1957-1959)
6. Editorial de Literatura Extranjera del Departamento Principal de Publicaciones, Imprenta y Comercio de Libros, Ministerio de Cultura de la URSS (1959-1963)
7. Editorial Mir del Comité de Estado del Consejo de Ministros de Prensa de la URSS (1963-1965)
8. Editorial Mir del Comité de Prensa del Consejo de Ministros de la URSS (1965-1972)
9. Editorial Mir del Comité de Estado del Consejo de Ministros de la URSS sobre publicaciones, imprenta y comercio de libros (1972-1978)

## Reconocimientos
- International Academy of Astronautics - Science Book Awards 1993, a la Mejor publicación de Ciencias: Dimitar N. Mishev - "La Teledetección de la Tierra".[45]
- Premio EFSF - EuroCon 1984 (SeaCon), a la Mejor Editorial, Brighton, Reino Unido.[46][47]
- Premio Wanderer 1995, a la Mejor Publicación.[46]